# Эгвекинотская ГРЭС
Эгвекино́тская ГРЭС — тепловая электростанция, расположенная в посёлке Эгвекинот (микрорайон Озёрный) Чукотского автономного округа Российской Федерации. Входит в состав АО «Чукотэнерго» (входит в группу «РусГидро»). Является единственным энергоисточником Эгвекинотского энергоузла, изолированного от ЕЭС России и других энергоузлов Чукотки. Эгвекинотская ГРЭС обеспечивает электрической и тепловой энергией посёлки Эгвекинот и Озёрный; электроэнергией населённые пункты Амгуэма, Дорожный, а также промышленные объекты на месторождении Валунистое.

## Конструкция станции
Эгвекинотская ГРЭС представляет собой тепловую паротурбинную электростанцию (теплоэлектроцентраль) с комбинированной выработкой электроэнергии и тепла. Установленная мощность электростанции — 30 МВт, установленная тепловая мощность — 92 Гкал/час. Тепловая схема станции выполнена с поперечными связями по основным потокам пара и воды. В качестве топлива используется бурый уголь Анадырского месторождения. Основное оборудование станции включает в себя:
- Турбоагрегат № 1 мощностью 6 МВт, в составе турбины П-6-35/5М с генератором Т-6-2У3, введён в 2010 году;
- Турбоагрегат № 2 мощностью 12 МВт, в составе турбины ПТ-12/15-35/10М с генератором Т-12-2У3, введён в 1996 году;
- Турбоагрегат № 3 мощностью 12 МВт, в составе турбины К-12-35У с генератором Т-2-12-2, введён в 1973 году.

Пар для турбоагрегатов вырабатывают два котла ЧКД-Дукла (паропроизводительностью по 40 т/час) и два котла К-50-40 (паропроизводительностью по 50 т/час). Также имеются четыре резервные дизель-генераторные установки 11Д100 мощностью по 1 МВт, не учитываемые в составе установленной мощности станции. Выдача электроэнергии потребителям производится с открытого распределительного устройства (ОРУ) напряжением 110/35/6 кВ, по следующим линиям электропередачи:
- ВЛ 110 кВ Эгвекинотская ГРЭС — ПС Валунистое;
- ВЛ 110 кВ Эгвекинотская ГРЭС — ПС Иультин;
- ВЛ 35 кВ Эгвекинотская ГРЭС — ПС Эгвекинот.

## История строительства и эксплуатации
Строительство Эгвекинотской ГРЭС было начато в 1950 году, первый ток станция дала 20 декабря 1952 года. Силовыми агрегатами на тот момент являлись два дизельных генератора производства Chicago Pneumatic мощностью 1 МВт каждый. В 1959 году вступила в строй первая очередь паротурбинной станции, состоящей из трёх котлоагрегатов и двух турбогенераторов общей мощностью 12 МВт. С развитием горнодобывающей промышленности возросли и потребности в электроэнергии, в связи с чем в 1974 году была запущена вторая очередь Эгвекинотской ГРЭС, мощность станции возросла до 28 МВт. С 1997 года станция стала вырабатывать не только электроэнергию, но и тепло. В 2010 году был заменён турбоагрегат №1.
По состоянию на 2016 год, Эгвекинотская ГРЭС характеризуется невысокой эффективностью и высокой себестоимостью электроэнергии, что связано с недозагрузкой станции. Максимальный отпуск тепловой энергии составляет около 20 Гкал/ч, уровень электрических нагрузок в летний период составляет 7 — 7,5 МВт, в этом режиме возникает необходимость включения в работу турбоагрегата № 2 в режиме частичной нагрузки, что приводит к ухудшению технико-экономических показателей. Рассматривается возможность строительства ВЛ 110 кВ Угольные Копи — Валунистое, что позволит объединить Анадырский и Эгвекинотский энергоузлы и поэтапно вывести из эксплуатации Эгвекинотскую ГРЭС. При этом для энергоснабжения Эгвекинотского энергоузла будут использованы более эффективные мощности Анадырской ТЭЦ, для обеспечения теплоснабжения возможно строительство блочно-модульной котельной.